# Fiorano Canavese
Pour les articles homonymes, voir Canavese.
Fiorano Canavese (en français Fioran-en-Canavais) est une commune de la ville métropolitaine de Turin, dans le Piémont, en Italie.

## Administration
| Période                                  | Période | Identité | Étiquette | Qualité |
| ---------------------------------------- | ------- | -------- | --------- | ------- |
|                                          |         |          |           |         |
| Les données manquantes sont à compléter. |         |          |           |         |

### Communes limitrophes
Montalto Dora, Lessolo, Alice Superiore, Ivrée, Banchette, Salerano Canavese, Samone, Lugnacco, Loranzè.